# Tony Bowers
Tony Bowers (Inglaterra, 31 de octubre de 1952) es un músico inglés radicado en Italia, cuyos géneros son diversos, habiendo destacado en la década de 1970 en formar parte de la escena punk y post-punk de Mánchester, con grupos como Alberto Y Lost Trios Paranoias y The Durutti Column, y luego con Simply Red.
Actualmente radicado en Italia, donde toca con la banda Plantation.